# Edeltraud Klueting
Edeltraud Klueting (geb. Dreher; * 12. Februar 1951 in Mülheim an der Ruhr) ist eine deutsche Historikerin und Theologin. Ihr Forschungsschwerpunkt ist die Kirchen- und Ordensgeschichte des Mittelalters.

## Leben
Klueting legte 1969 ihr Abitur in Oberhausen ab und wurde als jahresbeste Abiturientin der Stadt Oberhausen mit dem Preis der Gutehoffnungshütte ausgezeichnet. Sie studierte anschließend als Stipendiatin der Studienstiftung des deutschen Volkes Geschichte, Historische Hilfswissenschaften, Germanistik und Philosophie an der Ruhr-Universität Bochum sowie katholische Theologie an der Theologischen Fakultät Paderborn. Im Jahr 1974 legte sie ihr Magisterexamen im Fach Historische Hilfswissenschaften in Bochum ab. Klueting wurde 1976 im Fach Historische Hilfswissenschaften und Mittelalterliche Geschichte bei Helmut Plechl mit der Dissertation über das freiweltliche adelige Damenstift Elsey promoviert.
Sie arbeitete seit 1974 als wissenschaftliche Referentin in der Kulturpflegeabteilung des Landschaftsverbandes Westfalen-Lippe (LWL) in Münster. Von 1986 bis August 2017 war sie Abteilungsleiterin und Hauptgeschäftsführerin des Westfälischen Heimatbundes und seit 1990 leitende wissenschaftliche Direktorin beim LWL in Münster.
Sie ist außerdem seit 1985 Lehrbeauftragte für Mittelalterliche Geschichte und für Westfälische Landesgeschichte an der Universität Münster. In den Jahren 2002/03 und 2006/07 war sie des Weiteren Lehrbeauftragte für Geschichte des Mittelalters an der Universität Innsbruck.
Klueting ist seit 2005 ordentliches Mitglied der Historischen Kommission für Westfalen. Bis Dezember 2019 war sie Mitglied im Rundfunkrat des Westdeutschen Rundfunks. Sie ist Stellvertretende Vorsitzende im Förderverein der Nordrhein-Westfalen-Stiftung Naturschutz, Heimat- und Kulturpflege.
Sie ist mit dem Historiker und Theologen Harm Klueting verheiratet und hat mit diesem zwei erwachsene Kinder. Wie ihr Mann ist sie zur römisch-katholischen Kirche konvertiert. Im Jahr 2004 trat sie als Novizin in den weltlichen Zweig (Drittorden) des Karmeliterordens ein und legte 2005 die Profess als Karmeliten-Tertiarin im Kloster Springiersbach ab. Sie wurde zur Leiterin des „Dritten Ordens im Karmel Johannes Soreth“ gewählt und in das Comitato Centrale des internationalen Forschungsinstituts Institutum Carmelitanum in Rom berufen. Mit der Gründung des Forschungsinstituts der Deutschen Provinz der Karmeliten im Jahre 2016 übernahm sie dessen Leitung.

## Publikationen (Auswahl)
- Mit-Hrsg. (mit Harm Klueting): Edith Stein’s Itinerary. Phenomenology, Christian Philosophy, and Carmelite Spirituality / Edith Steins intellektueller Weg. Phänomenologie, Christliche Philosophie und karmelitische Spiritualität (= Schriften des Forschungsinstituts der Deutschen Provinz der Karmeliten, Bd. 4). Aschendorff, Münster 2021, ISBN 978-3-402-12141-2.[3]
- Mit-Hrsg. (mit Stephan Panzer u. Andreas H. Scholten): Monasticon Carmelitanum. Die Klöster des Karmelitenordens (O.Carm.) in Deutschland von den Anfängen bis zur Gegenwart. Aschendorff, Münster 2012, ISBN 978-3-402-12954-8.
- Mit-Hrsg. (mit Harm Klueting): Fromme Frauen als gelehrte Frauen. Bildung, Wissenschaft und Kunst im weiblichen Religiosentum des Mittelalters und der Neuzeit (= Libelli Rhenani. Bd. 37). Köln 2010.
- Mit-Hrsg. (mit Harm Klueting und Hans-Joachim Schmidt): Bistümer und Bistumsgrenzen vom frühen Mittelalter bis zur Gegenwart (= Römische Quartalschrift für christliche Altertumskunde und Kirchengeschichte. Suppl.-Bd. 58). Verlag Herder, Rom / Freiburg (Br.) / Wien 2006, ISBN 978-3-451-26857-1.
- Hrsg.: Fromme Frauen – Unbequeme Frauen? Weibliches Religiosentum im Mittelalter (= Hildesheimer Forschungen. Bd. 3). Hildesheim 2006.
- Monasteria semper reformanda. Kloster- und Ordensreformen im Mittelalter (= Historia profana et ecclesiastica. Geschichte und Kirchengeschichte zwischen Mittelalter und Moderne. Bd. 12). Münster 2005.
- Hrsg.: Antimodernismus und Reform. Zur Geschichte der deutschen Heimatbewegung. Darmstadt 1991.
- Das Kanonissenstift und Benediktinerinnenkloster Herzebrock (= Germania Sacra. N. F. Bd. 21: Die Bistümer der Kirchenprovinz Köln. Das Bistum Osnabrück. Bd. 1). Berlin/New York 1986.
- Das (freiweltliche) adelige Damenstift Elsey. Geschichte, Verfassung und Grundherrschaft in Spätmittelalter und Frühneuzeit (= Altenaer Beiträge. Arbeiten zur Geschichte und Landeskunde der ehemaligen Grafschaft Mark und des Märkischen Kreises. Bd. 14). Altena 1980 (zugleich: Phil. Diss. Bochum 1976).